# 佩拉菲塔
佩拉菲塔，是西班牙加泰罗尼亚巴塞罗那省的一个市镇。总面积18.5平方公里，总人口422人（2013年），人口密度23人/平方公里。